# Underground Army
Underground Army släpptes 1998 och var punkbandet The Casualties andra album.

## Låtlista
1. "Unemployed" - 1:40
2. "No Rules" - 2:20
3. "Stay Out of Order" - 1:45
4. "Sell Out Society" - 1:47
5. "No Room for the Youth" - 1:47
6. "Underground Army" - 3:18
7. "Rejected & Unwanted" - 1:49
8. "American Justice" - 1:40
9. "Political Sin" - 1:39
10. "Kill Everyone" - 2:05
11. "Here Today..." - 2:39
12. "Punx Unite" - 4:00